# Чак Шульдінер
Чак Шульдінер (англ. Chuck Schuldiner); нар. 13 травня 1967 — пом.13 грудня 2001) — американський музикант, найбільш знаний як гітарист, вокаліст і автор пісень дез-метал гурту Death.

## Біографія

### Молодість
Чак Шульдінер народився 13 травня 1967 року на Лонг-Айленд, штат Нью-Йорк. Його батьки обидва були вчителями, батько був австрійського походження, мати — уродженка півдня США, звернена в юдаїзм. У 1968 році їх родина переїхала жити у Флориду. Чак був молодшою дитиною в родині, у нього були старші брат Френк та сестра Бетан.
Чак Шульдінер почав грати на гітарі у віці дев'яти років. Його шістнадцятирічний брат загинув в результаті нещасного випадку, і батьки купили Чаку гітару, вважаючи, що це допоможе йому пережити горе. Він вчився грати на класичній гітарі менше ніж рік, і кинув заняття через те, що вони йому не подобалися. Потім його батьки придбали йому електричну гітару, яку випадково знайшли на розпродажі. Чак негайно почав освоювати інструмент, і, придбавши підсилювач, більше ніколи не припиняв грати та писати пісні. Він пропадав у гаражі, граючи на гітарі, цілими вихідними, а в будні дні, коли він ходив до школи, час, відведений на гру обмежувалося трьома годинами. Перший його виступ відбувся ще в підлітковому віці.
Чаку Шульдінеру подобалися Iron Maiden, Kiss, Біллі Айдол, він цікавився музичним рухом Нової Хвилі Британського Хеві-Металу, і належачі до нього групи так і залишилися його улюбленими. Slayer, Possessed та Metallica вплинули на нього пізніше, і, ймовірно, сильніше вплинули б і на його творчість, але мати прищепила йому смак до всіх музичних течій, за винятком репу та кантрі. На додаток до всього Чаку подобався джаз, європейська класична музика, і деякі альтернативні британські проєкти, наприклад, Lush.
Чак Шульдінер був успішним учнем в школі, але школа його стомлювала, і врешті-решт він покинув її стіни. Згодом, однак, він пошкодував про це.
Шульдінер був противником важких наркотиків. Він багато разів говорив про це в інтерв'ю, і відобразив у ряді своїх композицій, наприклад в «Living Monstrosity», яка розповідає про дитину, народжену кокаінозалежною матір'ю. З іншого боку — Чак позитивно ставився до використання марихуани в терапевтичних та релаксаційних цілях.

### Шлях музиканта
Чак сформував гурт Mantas, попередник Death в 1984 році. У січні 1986 він тимчасово приєднався до канадської групи Slaughter як гітарист, але скоро повернувся до Death. Відбулося кілька змін складу, і в 1987 році, з барабанщиком Крісом Райфертом вони врешті-решт випустили дебютний альбом, який називався Scream Bloody Gore. Цей диск думкою переважної більшості вважається еталонним представником жанру дез-метал, і записом, що зумовив розвиток стилю. Далі, в 1988 році, був записаний та виданий Leprosy, в якому взяли участь колишній гітарист Mantas Рік Розз (справжнє ім'я — Фредерік Делілло), Террі Батлер на бас-гітарі та барабанщик Білл Ендрюс. У 1990 був випущений диск Spiritual Healing, при роботі над яким Рік Розз був замінений на Джеймса Мерфі. Ця робота дуже виросла в плані мелодійності.
Після Spiritual Healing Чак Шульдінер припинив роботу з усіма членами групи та працював тепер лише зі студійними та концертними музикантами з причини поганих відносин з нинішнім складом. Це створило йому репутацію перфекціоніста серед музикантів. Також він звільнив свого менеджера Еріка Грайф (Eric Greif), але найняв його знову, перед записом нового диска, якому також судилося стати переломним та значущим для жанру.
Цей диск 1991 року, названий Human, виявив відхилення групи в бік технічніших та прогресивніших стилів, а також додаванням в дез-метал елементів джазу, він показав новий рівень Шульдінера як гітариста. Він продовжив розвивати саме цей бік свого музичного таланту, домагаючись все більших успіхів та популярності, випустивши альбоми Individual Thought Patterns в 1993 році, Symbolic в 1995 і останній диск у складі Death — The Sound of Perseverance 1998 року.
В 1994 році Чак Шульдінер брав участь в записі диска Jesus Killing Machine групи Voodoocult як гітарист.
В 1996 році Чак Шульдінер сформував нову групу, яку назвав Control Denied, і в 1999 випустив перший і, на нинішній день, єдиний диск в її складі — The Fragile Art of Existence. Досі існує можливість посмертного випуску ще одного альбому цієї групи — When Machine And Man Collide де матеріал був складений Чаком, і решта членів групи планували його записати та видати. Але це починання загрузло в правових взаєминах, і все що є зараз — це чотири репетиційних треку, без вокалу. Вони були видані на диску Zero Tolerance разом з низкою раніше невиданих композицій з демо-стрічок та бік А і бік Б'ів.